# 正派同志会
正派同志会（せいはどうしかい）とは明治時代に結成された日本の旧派の美術団体である。

## 概要
明治40年（1907年）に文展が結成されたときに文展新派に対抗して小室翠雲、高島北海、望月金鳳、荒木十畝、佐久間鉄園、山岡米華、田中頼嶂、益頭峻南、端館紫川らの文展旧派の人々が結成した美術団体である。彼らは日本美術協会、日本画会、日本南宋画会、南画会、日月会など旧派の団体は文展の審査員の人選に偏重があるといって正派同志会を結成、荒木十畝が幹事長に就任した。
第1回の文展の際には正派同志会の人々は出品を取りやめ、さらに明治41年（1908年）の第2回文展の際には、やはり審査員問題が基になって国画玉成会側が文展に対抗して独自の展覧会を開くなど、日本官展の始まりは多難なものとなった。